# La Terre française
La Terre française était une revue hebdomadaire pétainiste financée par l’Allemagne, à destination du monde rural français de la zone occupée à l'origine. L'hebdomadaire a officiellement pour fondateur et directeur général le journaliste Paul Croizé, qui est en fait un prête-nom au service de la propagande allemande. Il quitte la direction en décembre 1941 mais son départ n'entraine aucune modification dans la présentation du journal et dans son contenu,,. André Bettencourt, futur ministre des IVe et Ve Républiques y a collaboré entre 1940 et 1942. L'agronome René Dumont y a donné des articles techniques.